# 만디 판 덴 베르흐
만디 판 덴 베르흐(네덜란드어: Mandy van den Berg, 1990년 8월 26일 ~ )는 네덜란드의 여자 축구 선수이다. 포지션은 수비수이며, 현재 스페인 프리메라 디비시온 페메니나의 발렌시아 CF 페메니노 소속이다.

## 클럽 경력
2007년부터 2012년까지 에레디비시 프라우언 소속 클럽인 ADO 덴하흐 소속으로 뛰었으며 2012년부터 2014년까지 스웨덴 다말스벤스칸 소속 클럽인 빗셰 GIK 소속으로 뛰었다. 2015년에는 노르웨이 톱세리엔 소속 클럽인 LSK 크빈네르로 이적했지만 2016년에 잉글랜드 FA 여자 슈퍼리그 소속 클럽인 리버풀로 이적했다. 2016년부터 2017년까지 레딩 소속으로 뒤었고 2018년에 스페인 발렌시아로 이적했다.

## 국가대표 경력
2010년 12월 15일에 열린 멕시코와의 친선 경기에 처음 출전하면서 네덜란드 여자 축구 국가대표팀 선수로 데뷔했다. UEFA 여자 유로 2013에 참가한 네덜란드 여자 축구 국가대표팀 명단에 이름을 올렸지만 대회 개막 이전에 일어난 무릎 부상으로 인해 명단에서 제외되었다.
2015년 FIFA 여자 월드컵에서 최초로 참가한 네덜란드 여자 축구 국가대표팀의 주장을 맡았고 네덜란드의 16강전 진출에 기여했다. UEFA 여자 유로 2017에서는 4경기에 출전했는데 노르웨이와의 조별 예선 경기, 덴마크와의 조별 예선 경기에서는 선발 출전했고 스웨덴과의 8강전 경기, 덴마크와의 결승전 경기에서는 교체 출전했다. 네덜란드는 UEFA 여자 유로 2017에서 우승을 차지했다.

## 수상

### 클럽
ADO 덴하흐
- 에레디비시 프라우언 1회 우승 (2011-12)
- KNVB 여자컵 1회 우승 (2011-12)

LSK 크빈네르
- 톱세리엔 1회 우승 (2015)
- 노르웨이 여자컵 1회 우승 (2015)

### 국가대표
- UEFA 여자 유로 2017 우승